# پریشتویتس
پریشتویتس (به آلمانی: Priestewitz) یک شهر در آلمان است که در مایسن واقع شده‌است. پریشتویتس ۳٬۵۳۰ نفر جمعیت دارد.